# Florida State Road 869
Die Florida State Road 869, auch bekannt als Sawgrass Expressway, ist eine Schnellstraße im US-Bundesstaat Florida. Sie führt auf einer Länge von gut 38 Kilometern von Sunrise nach Deerfield Beach im Broward County. Die Straße wird von der Florida’s Turnpike Enterprise (FTE) betrieben.

## Streckenverlauf
Die State Road beginnt bei Sunrise, wo sie an einem Interstate-Kreuz von den Interstates 75 und 595 abzweigt, und führt zuerst nach Norden. Von ihr zweigen dabei die State Roads 838, 816 und schließlich 870 ab, wo die Stadtgrenze zu Tamarac erreicht wird. Kurz vor dem Abzweig der State Road 814 wird Coral Springs erreicht. Anschließend zweigt noch die State Road 834 ab, bevor die Schnellstraße nach Osten umschwenkt, von ihr die State Road 817 abzweigt und bis zum Kreuz mit dem U.S. 441 (SR 7) die Stadtgrenze zwischen Coral Springs und Parkland bildet. Bis zum Knoten mit dem Florida’s Turnpike wird anschließend Coconut Creek durchquert, bevor die Straße Deerfield Beach erreicht. Hier geht sie in eine Stadtstraße über, kreuzt die State Road 845 und trifft schließlich auf die Interstate 95, wo sie endet.

### Maut
Die Nutzungsgebühr der Strecke beträgt $ 2,50 ($ 2,04 mit SunPass).

## Geschichte
Im Jahr 1983 beschloss die neu gegründete Broward County Expressway Authority den in der Planungsphase genannten Sawgrass-Deerfield Expressway in seiner derzeitigen Ausführung. Vor der Bauphase wurden diverse Vorgaben wie Raststätten aus finanziellen Gründen gestrichen, selbst der Name der Schnellstraße wurde auf den heutigen gekürzt.
Der erste Spatenstich erfolgte am 2. November 1984, und am 3. Juli 1986 wurde die Strecke offiziell eröffnet. Die Baukosten betrugen 200 Millionen USD. Im Dezember 1990 übernahm die Florida’s Turnpike Enterprise die Strecke.
Am 19. April 2014 wurde die Möglichkeit der Barzahlung der Mautgebühren abgeschafft. Seitdem wird die Benutzung der Strecke elektronisch erfasst und die Nutzungsgebühr entsprechend berechnet.